# Adeodato Berrondo
Adeodato Isidro Berrondo (San Francisco del Monte de Oro, 15 de mayo de 1852 - Buenos Aires, 16 de febrero de 1924) fue un docente y político argentino, que ejerció varios cargos públicos, entre ellos el de Gobernador de la provincia de San Luis.

## Biografía
Hijo de Faustino Berrondo (catamarqueño) y Ángela Aberastain (puntana), fueron sus hermanos Nicolasa, Zócima, Micaela, Ángela, Herminia y Faustino Francisco Berrondo. 
En 1879 se graduó de Profesor en la Escuela Normal de Paraná. Fue director de la Escuela Nacional de Concordia. En 1882 fue nombrado inspector general de Escuelas de la provincia de San Luis, cargo desde el cual diagramó el Plan de Estudios para las escuelas primarias y secundarias de la misma; fundó el Colegio Graduado de San Luis y participó del Congreso Pedagógico Nacional en nombre de su provincia.
Posteriormente fue Rector del Colegio Nacional de San Luis. En 1884 fue nombrado diputado provincial, y fue presidente de la Legislatura. Tres años más tarde fue Fiscal de Gobierno, y en 1891 fue Ministro de Gobierno del gobernador Mauricio Orellano. Ese mismo año fue elegido diputado provincial por segunda vez. En 1893 fue elegido intendente municipal de la ciudad de San Luis.
Era, además, periodista; escribió en algunas publicaciones locales y en los diarios de la Capital.
En 1897 fue elegido gobernador de la provincia. Fueron sus ministros Jacinto Videla y Víctor Guiñazú, y luego Adolfo J. Igarzábal y Francisco F. Sarmiento.
Al mes de asumido se generó un conflicto entre los poderes ejecutivo y legislativo por la violencia en las elecciones y la autonomía de los municipios, con lo que su autoridad quedó muy limitada; la policía se insubordinó y hubo amenazas de acciones armadas. Ante la situación, solicitó y logró el envío de una intervención federal por parte del presidente José Evaristo Uriburu; el interventor, Ernesto Bosch, amenazó a ambos bandos con despojarlos de sus cargos, con lo que el conflicto se solucionó sin derramamientos de sangre.
Su labor fue principalmente administrativa: sancionó una nueva Ley de Educación, reorganizó las rentas de la provincia, revitalizó el Banco de la Provincia de San Luis, nombrando para su presidencia al exgobernador Lindor Quiroga. Inició las obras de agua corriente en la capital, y en diciembre de 1897 inauguró la Iglesia Matriz, actual Catedral de la ciudad de San Luis.
Cumplido su mandato, fue elegido diputado nacional, cargo que ocupó hasta el año 1908.
Falleció en Buenos Aires, el 16 de febrero de 1924, tras sufrir una larga enfermedad. 